# Coscinodon pullulans
Coscinodon pullulans là một loài Rêu trong họ Grimmiaceae. Loài này được (Kaulf. ex Spreng.) Brid. mô tả khoa học đầu tiên năm 1819.